# Мегафауна
Мегафа́уна (від грец. μέγας, «великий» та лат. fauna, «тваринний світ») — у сучасній зоології та палеонтології сукупність видів тварин, маса тіла яких перевищує 40—45 кг.

## Обсяг поняття в зоології та палеонтології
Таким чином, до складу мегафауни формально відносяться тварини, яких не вважають гігантами, наприклад, свиня дика, дельфін білобокий, а також людина розумна. Проте на практиці під мегафауною розуміють види, які значно переважають людину за розмірами, зокрема види, які збереглися на Землі: слони, жирафи, носороги, бегемоти тощо. До мегафауни також відносять вимерлих великих ссавців (тур), а також птахів (моа). Найчастіше в науковій і науково-популярній літературі термін «мегафауна» застосовують до фауни міоцену, пліоцену і плейстоцену, епохи поширення гігантських ссавців — мамута, печерного ведмедя тощо.
Інші поширені випадки вживання терміна відносяться до гігантських водних ссавців (особливо китів), а також численних динозаврів та інших вимерлих плазунів.
До мегафауни також відносять вимерлих тварин, які мають більші розміри порівняно з нині існуючими — наприклад, бабки розміром до 1 м кам'яновугільного періоду.

## Масові вимирання мегафауни
Широко відомими є масові вимирання мегафауни — голоценове вимирання, яке мало місце наприкінці останнього льодовикового періоду та в ході якого вимерло багато гігантських тварин, таких як мамут найвеличніший в Америці та Євразії. Висунуто чимало теорій щодо масового вимирання: внаслідок полювання людиною, зміни клімату, хвороб, можливого позаземного впливу тощо. Однак це четвертинне вимирання наприкінці плейстоцену було лише одним із серії вимирань мегафауни, яке мало місце протягом останніх 50 тис. років на всій Земній поверхні.
Протягом геологічної історії Землі масові вимирання, в ході яких гинула частина видового складу мегафауни або вона вимирала повністю, траплялися неодноразово. Найбільш відомим серед них є крейдове вимирання динозаврів та інших гігантських плазунів. Однак стародавні вимирання були більш глобальними й не мали селективного значення для мегафауни, тобто вимирало багато видів з різних груп організмів, включаючи рослини, морських безхребетних, планктон тощо. Таким чином, ранні вимирання були пов'язані із загальними типами впливів на біосферу.

## Ґрунтознавство
У ґрунтознавстві під мегафауною розуміють великих (більше 80 мм) комах, скорпіонів, змій, кротів, гризунів, лисиць, борсуків та інших тварин, які риють у ґрунті ходи і нори.

## Галерея

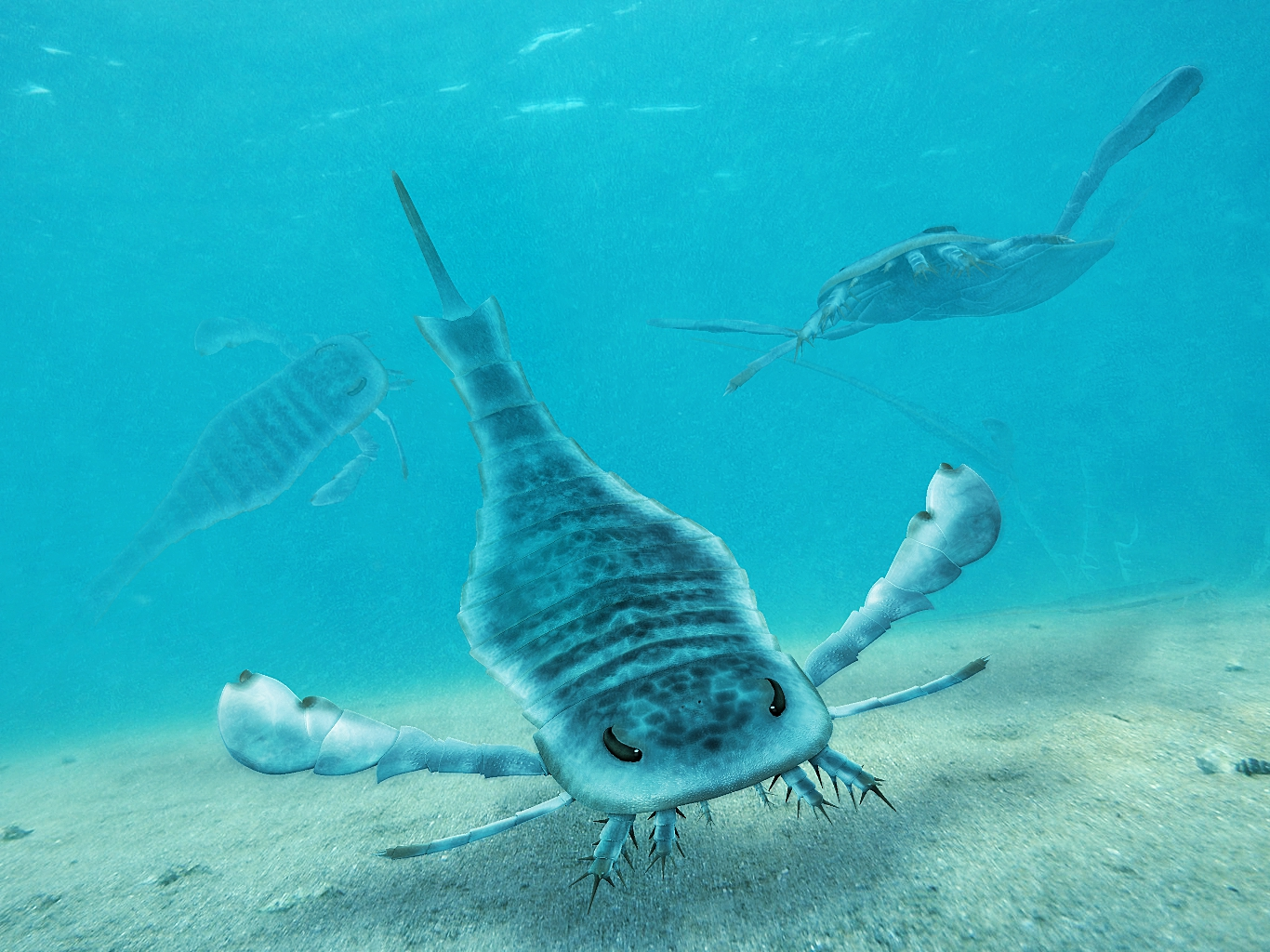
Деякі палеозойські морські скорпіони (Eurypterus) були більші за людину
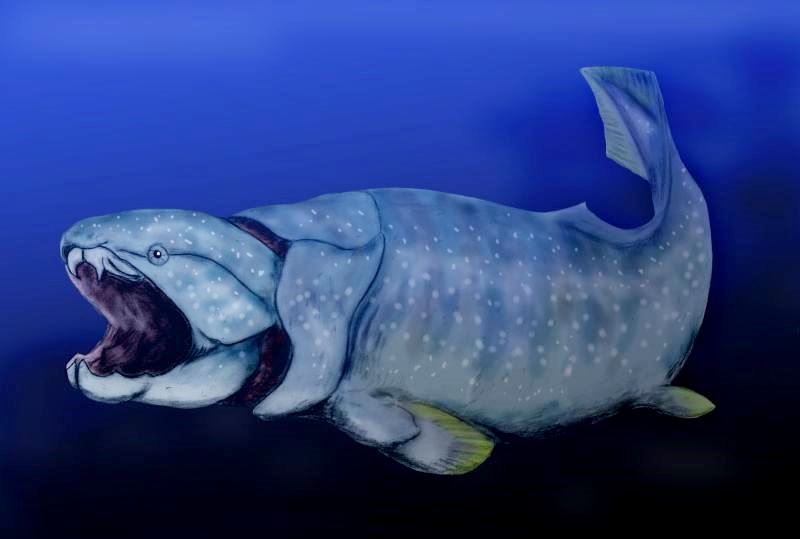
Dunkleosteus був 10-ти метровим представником хижих девонських панцирних риб
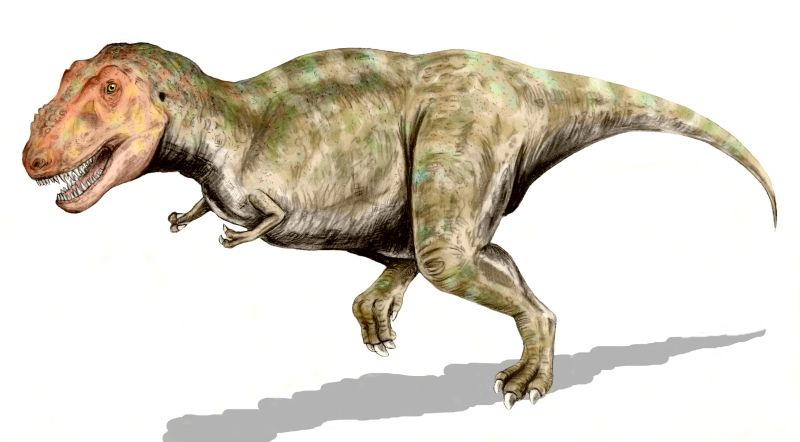
Тиранозавр був 12-ти метровим хижим динозавром крейдового періоду
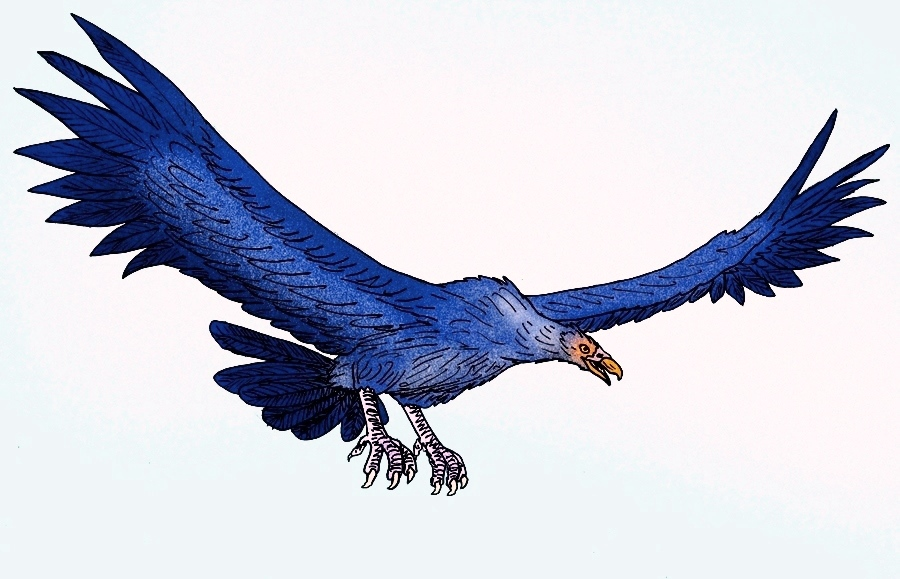
Пізньоміоценовий аргентавіс (Argentavis) з Північної Америки мав розмах крил 8 м